# Kinloch Rannoch
Kinloch Rannoch (Ceann Loch Raineach in lingua gaelica scozzese) è una località della Scozia, situata nell'area di consiglio di Perth e Kinross.
La comunità si trova all'estremità orientale del lago Loch Rannoch, a circa 29 km da Pitlochry.